# Olivier Pain (pilote)
Pour les articles homonymes, voir Pain.
Olivier Pain, né le 16 avril 1981 à Niort, est un pilote français de rallye-raid et de motocross.

## Palmarès
- Vice-Champion de France d'enduro Nat A 2002
- Quintuple vainqueur de la coupe de France d'Endurance TT 2003, 2004, 2006, 2008, 2012.
- 4ème/1000 Enduro du Touquet 2015

### Championnats du monde de rallye raid
- Champion du monde des Rallyes Raids en 2009 en catégorie 450 cm³[1].

### Rallye de Tunisie
- Vainqueur en 2008

### Résultats au Rallye du Maroc
- 2012 : 6e

### Résultats au Rallye Dakar
- 2006 : 28e
- 2007 : 16e
- 2009 : abandon à la 7e étape
- 2010 : 9e
- 2011 : abandon à la 5e étape (en étant en tête de la spéciale)
- 2012 : 9e
- 2013 : 6e (4 étapes en tête du général)
- 2014 : 3e
- 2015 : 10e
- 2016 : 22e
- 2018 : 28e et Vainqueur de la catégorie sans assistance « Malle Moto ORIGINAL »
- 2020 : 33e